# Ariunculus isselii
Ariunculus isselii Lessona & Pollonera, 1882 è una specie di molluschi gasteropodi terrestri della famiglia Arionidae.

## Descrizione
I membri di questa specie, una delle tre sole del genere Ariunculus, sono molluschi privi di conchiglia, chiamati comunemente limacce o lumaconi, che arrivano alle dimensioni di 110 mm. Simili nell'aspetto alla specie Arion rufus, ma di maggiori dimensioni, presentano, benché spesso presenti granuli di pigmento giallo o arancione, una colorazione uniforme, olivastra nerastra o brunastra.
Il mantello si presenta arrotondato, di tonalità nerastra, e, a differenza delle specie del genere Arion, i pori genitali risultano più vicini al foro respiratorio che ai tentacoli. Il margine del piede e il margine della suola sono di colore olivastro, mentre la zona mediale della suola è biancastra o grigia.
L'atrio risulta molto ampio e diviso in due parti da una costrizione, mentre il condotto della spermateca assume una forma di tronco, molto corto e non molto distante dal dotto deferente. Altra caratteristica peculiare è la presenza di una piccola ampolla, dotto deferente che si inserisce alla sua estremità distale, invece di un epifallo distinto.
Negli esemplari esaminati si è riscontrato una differenza di colorazione in funzione del luogo di reperimento, tanto che è si ipotizza che le lumache siano più chiare all'interno e più nerastre all'esterno delle foreste.
La specie è in grado di autofecondarsi: le uova, del diametro di 3,5 mm e collegate tra loro da filamenti, vengono deposte in più covate (fino a 100 uova per covata) e si schiudono, alla temperatura di 15 °C, dopo circa 30 giorni.

## Distribuzione e habitat
Gli esemplari, endemici della Sardegna, Italia insulare, sono stati rinvenuti, al suolo, in habitat moderatamente umidi, principalmente nelle foreste di latifoglie, tra rocce o pietre ricoperte di muschio, tuttavia anche in habitat rocciosi.